# Shunzhi
Shunzhi (chiń. upr. 顺治帝; chiń. trad. 順治帝; pinyin Shùnzhì Dì; Wade-Giles Shun4-chih4 Ti4; mandż.: ᠠᡳᠰᡳᠨ ᡤᡳᠣᡵᠣ ᡶᡠᠯᡳᠨ Ijishūn Dasan Hūwangdi; mongolski: Eyebeer Zasagch Khaan; ur. 15 marca 1638, zm. 5 lutego 1661) – władca Mandżurii od 1643, trzeci cesarz z dynastii Qing i pierwszy cesarz Chin z tej dynastii. W Chinach panował w latach 1644-1661. Ponieważ został wybrany na cesarza w wieku pięciu lat, przez pierwsze 7 lat jego panowania regencję sprawował jego stryj, Dorgon. Za czasów, aczkolwiek nie pod kierunkiem, cesarza Shunzhi, Mandżurowie podbili niemal całe Chiny. Zmarł 5 lutego 1661 roku na ospę. 